# بارتویل (پنسیلوانیا)
بارتویل (به انگلیسی: Bartville) یک منطقهٔ مسکونی در ایالات متحده آمریکا است که در شهرستان لنکستر، پنسیلوانیا واقع شده‌است. بارتویل ۲۰۷٫۸۸ متر بالاتر از سطح دریا واقع شده‌است.